# Nabinaud
Nabinaud település Franciaországban, Charente megyében. Lakosainak száma 99 fő (2022. január 1.). Nabinaud Laprade, Pillac, Saint-Séverin és Petit-Bersac községekkel határos.

## Népesség
A település népessége az elmúlt években az alábbi módon változott:
| Lakosok száma | 104  | 87   | 90   | 77   | 94   | 97   | 100  | 99   | 100  | 99   |
|               | 1968 | 1982 | 1990 | 2006 | 2013 | 2015 | 2017 | 2019 | 2020 | 2022 |